# 2024年エチオピアとソマリランドのMoU署名
2024年1月1日、エチオピアとソマリランドのMoU署名が行われ、ソマリランドの海岸線20キロメートルをエチオピアが海軍基地を建設するために50年間貸与する、という了解覚書 (MoU) が取り交わされた。これは直後から国際的な批判を受け、ソマリア政府もまた批判した。ソマリア政府は、アフリカ連合ソマリア駐留軍が2025年1月から改組される機会に、駐留軍の主力の一つであるエチオピア軍を参加させないとまで主張した。12月11日にトルコの仲介で、エチオピアがMoUを事実上撤回してソマリアとの争いをやめることに合意するアンカラ宣言が出された。これにより、エチオピア軍が引き続きソマリアに駐留することが決定した。この一連の動きによって、エチオピアを巡る複雑な国際関係が明らかになった。

## 経緯

### MoU締結
2024年1月1日、エチオピア首相アビィ・アハメドとソマリランド大統領 ムセ・ビヒ・アブディは、ソマリランドの海岸線20キロメートルをエチオピアが海軍基地を建設するために50年間貸与する、という了解覚書 (MoU) を取り交わした。これに関してソマリランド外務省は「この歴史的な合意はエチオピア海軍の海上アクセスを保証するものであり、この返礼としてソマリランド共和国が正式承認される。我が国にとって重要な外交上の節目となる」と発表した。ただしエチオピア政府はソマリランド承認については明確にしていない。そのほか、ソマリランド政府は国営エチオピア航空の株式も取得すると発表した。

### 候補地
MoUの詳細は明らかにされていないため、この「海岸線」も具体的にどこを指すのか明らかではなく、各種の推測が行われている。ルガヤが有力候補と言われている。
ソマリアのヘリテージ政策研究所の3月発表の文書には、「エチオピア政府高官はルガヤだと述べているが、ソマリランド政府高官やメディアはゼイラ、ベルベラ、ブルハー、ルガヤなど様々な場所を挙げている」と書かれている。
ソマリランド西部出身の元大統領ダヒル・リヤレ・カヒンは4月の演説の中で、「ルガヤ港プロジェクトの最初の100万ドルは私が権限を持っている。この港は軍用ではなく商用になるだろう」と語っている。
ソマリアのマスコミ、ホーン・オブザーバーは6月21日の記事の中で、ソマリランドのMoU検討委員会の委員がゼイラ、ベルベラ、ルガヤなどを訪問していることから、「ここが候補地と言われている」と書いている。

### 各国の反応
当事国と、アラブ首長国連邦を除いて、周辺各国や国際機関のほとんどがこのMoUに反対した。以下、時系列順に述べる。
| 国・組織                        | 日付    | 反応 |
| ------------------------------- | ------- | --- |
| ソマリア                        | 1月2日  | 「法的効力が無い」としてこの発表を拒否した。そして駐ソマリアエチオピア大使を呼びつけてこの件を問いただした。                                             |
| アル・シャバブ                  | 1月2日  | ソマリア政府と対立するこのイスラーム武装勢力は、「この合意は無効であり報復する」との声明を発表した。                                                     |
| アラブ連盟                      | 1月3日  | エチオピアに対して「善隣関係のルールと原則を遵守し、近隣諸国の主権を尊重し、内政に干渉しない」よう求めた。                                               |
| 東アフリカ政府間開発機構 (IGAD) | 1月3日  | この発表に対して「深い懸念」を表明した。 |
| エリトリア                      | 1月初め | ソマリア外相の話ではあるが「エリトリア政府はソマリアの主権を認めている」と説明された。                                                                   |
| アフリカ連合                    | 1月3日  | エチオピアとソマリアに対し、交渉を通じて紛争を解決するよう求めた。                                                                                       |
| 欧州連合                        | 1月初め | この合意を否定した。 |
| イスラム協力機構                | 1月4日  | ソマリア政府の権利を認めるコメントを発表。 |
| トルコ                          | 1月4日  | この件に関してソマリアの主権を認める旨を改めて表明しながらも、ソマリアとソマリランドの間の直接交渉を求めた。                                             |
| ジブチ                          | 1月9日  | ソマリランドとエチオピアの連携を警戒する隣国ジブチは、「ソマリアの統一、領土保全、主権という揺るぎない原則を改めて表明する」としてソマリア政府側を支持。 |
| 中華人民共和国                  | 1月11日 | ソマリアとの関係が深い中国は、エチオピアに対し、ソマリアの領土保全を尊重することを求めた。                                                               |
| アメリカ合衆国                  | 1月16日 | この合意が不安定化を招き、国際的なテロ対策の取り組みを妨げる恐れがあるとして懸念を表明した。                                                             |
| エジプト                        | 1月21日 | 大エチオピア・ルネサンスダムの建設を巡ってエチオピアと対立気味にあるエジプトは、エチオピアに対し、他国の領土を支配しようとする試みを止めるように求めた。 |
| アラブ首長国連邦                | -       | この問題に関して1月の時点ではコメントしなかった。アラブ首長国連邦は、エチオピアとソマリランドの両国と友好関係にあり、このMoUに好意的だと分析されている。 |

### ソマリランド国内の反応
ソマリランドの世論は概ねこのMoUに賛成したが、候補地として挙げられているルガヤの住民を中心として、反対する動きも強かった。
ソマリランドの首都ハルゲイサでは調印の翌日1月2日からデモが発生し、治安部隊の統制によって1月8日には交通がほぼ麻痺した。
1月7日、アウダル地域出身でイッサ氏族のソマリランド国防大臣アブディカニ・モハムド・アテイェは、エチオピアとのMoUへの不満を理由に辞任した。

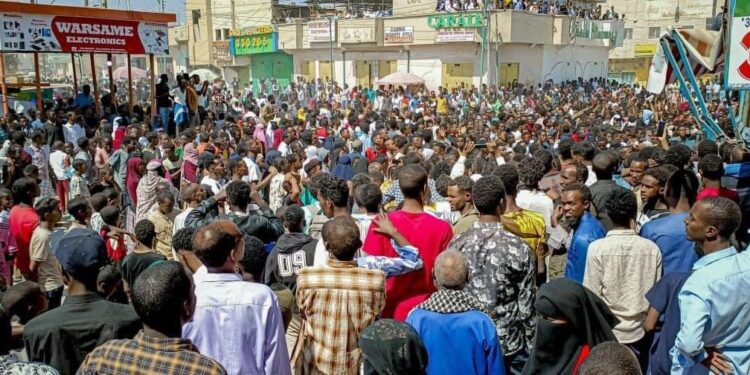
1月7日にボラマで発生した抗議運動

同じく1月7日、ルガヤでは若者が武器を手に取っての抗議が行われた。ボラマでは、MoU成立の祝賀行事が一転して反対運動となった。ブラオでも反対運動が起きた。
1月14日、商務大臣のモハメド・ハッサン・サージンも、このMoUはソマリランドの一部をエチオピアが併合するに等しいとして批判した。
また、ソマリランド野党は、このMoU締結がソマリランド大統領の任期切れ後に行われたことから（ただし長老院は任期延長を承認している）、大統領にはこのような決定を下す権限がなく、ソマリランドの主権を危険にさらしているとして批判した。

### その後の動き
ソマリア南部を中心に活動するイスラーム武装勢力のアル・シャバブは、ソマリ人のエチオピアに対する敵対心を利用して資金と兵力を集めた。
2月、トルコとソマリアは防衛・経済協力枠組み協定に署名した。トルコのエチオピアに対抗する動きとも分析されている。
4月4日、ソマリア政府はエチオピア大使を国外追放し、領事館2館の閉鎖を命じた。
7月1日、エチオピア外相とソマリア外相がトルコの仲介で会談し、具体的な合意はなかったものの、9月2日に改めて会談することが決められた。エチオピアとソマリアの会談は8月にも行われたが、具体的な進展が期待された9月の会談は実現しなかった。
8月14日、ソマリアとエジプトが安全保障協定に署名した。これはテロに対抗するエジプトの動きとも見られているが、エチオピアのダム建設に反対しているエジプトのエチオピアに対する牽制とも見られている。
8月22日、ソマリア首相は、アフリカ連合軍によるソマリア駐留ミッションATMISが2025年1月からAUSSOMに改組される件に関して「エチオピアがソマリランドとの覚書を撤回しない場合、AUSSOMに参加させない」と表明した。エチオピアはこの時点でATMISの主力の一つだった。
10月31日、中国は「ソマリランドはソマリアの一部だ」として改めてこの覚書の無効を主張した。

### アンカラ宣言とその後
12月11日、エチオピアとソマリアは、トルコの仲介で、エチオピアがソマリランドに港を建設する計画をめぐる激しい争いを終わらせることで合意した。これは「アンカラ宣言」と呼ばれる。 この合意により、両国はソマリアの主権下でエチオピアが海にアクセスできるよう、相互に利益のある商業協定を結ぶよう努めることとされた。ただしエチオピアがソマリランドと締結した協定を破棄したかどうかは明らかにされなかった。
12月14日に就任したソマリランド外務大臣のアブディラフマン・ダヒル・アダンは、MoUについて「まだ詳しくは見ていないが、前大統領がMoUにはソマリランドの承認が含まれていると語っていたのに対し、エチオピアの主張は『承認を検討する』に留まっており、矛盾がある。我々はあらゆる可能な手段を通じて承認を求めるが、その過程で我々の主権や国民の将来を危険にさらすつもりはない」として、このMoUには元々問題があった、との意見を表明した。
アメリカ合衆国は、バイデン大統領とトランプ大統領とで対ソマリア政策が大きく異なっている。バイデン大統領はソマリアに軍を駐留させるなどソマリア政府に好意的であったが、トランプ大統領は前任中にもソマリアからの米軍の撤退を命じている（実現はしなかった）。2025年1月20日にトランプ大統領が再任しており、トランプ大統領はソマリランドに米軍の基地を建設し、ソマリランドを承認する可能性もあると言われている。
中国政府は、ソマリランド政府が台湾政府と親交が深いためにソマリランドの政策に批判的である。しかしソマリランド政府が台湾政府と手を切れば、ソマリランドに経済的な援助をする意図があると言われている。2024年12月12日に就任したソマリランド大統領アブディラフマン・モハメド・アブドゥラヒは台湾よりも中国との外交関係を重視していると言われている。
2025年1月11日、エジプトは、紅海に接していない国からの紅海へのいかなる軍事・海軍の駐留も受け入れないと宣言した。